# محطة قطارات هامبورغ الرئيسية

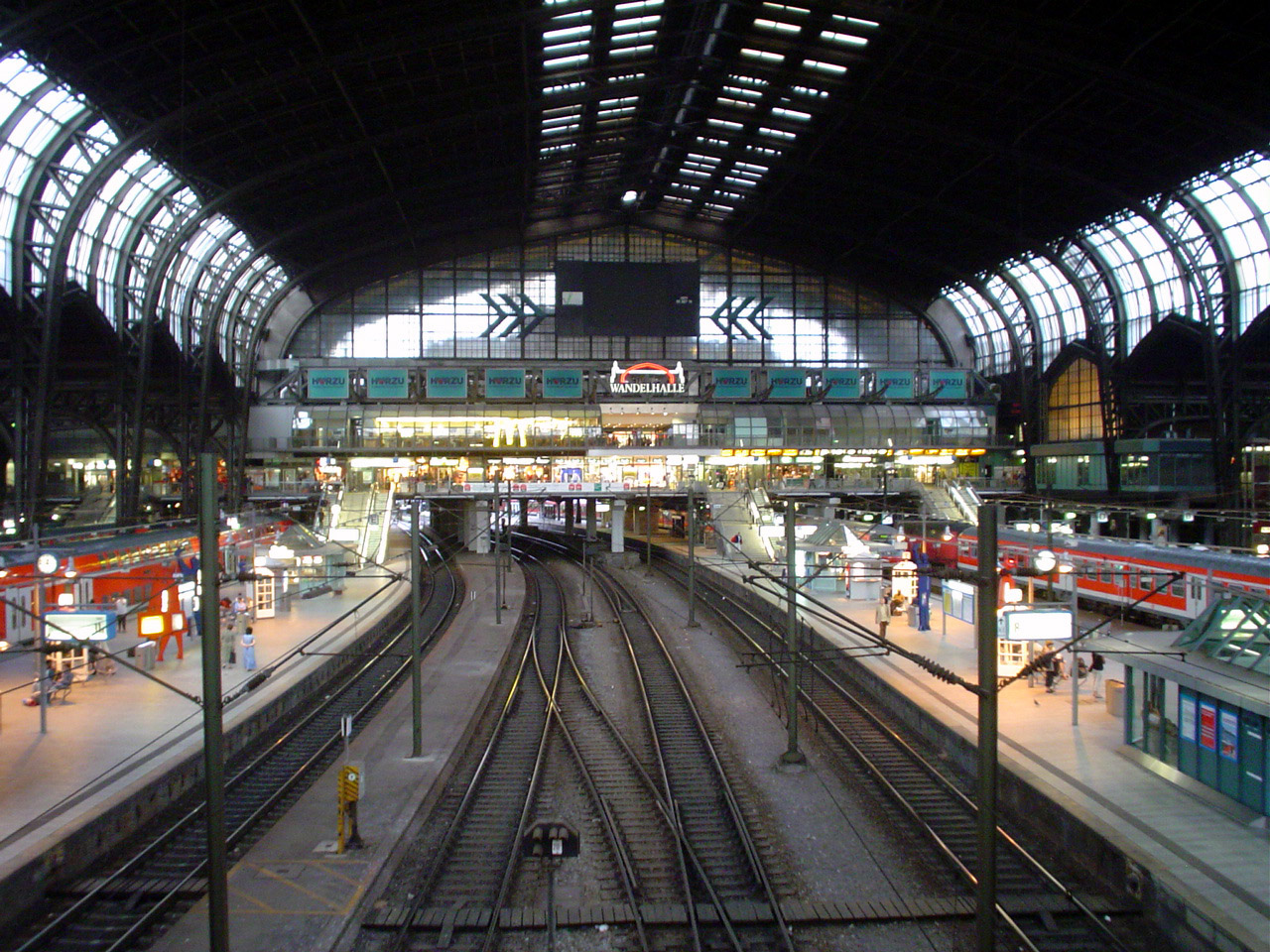
محطة قطارات هامبورغ الرئيسية من الداخل ويظهر المجمع التجاري "فاندلهاله" في الخلفية

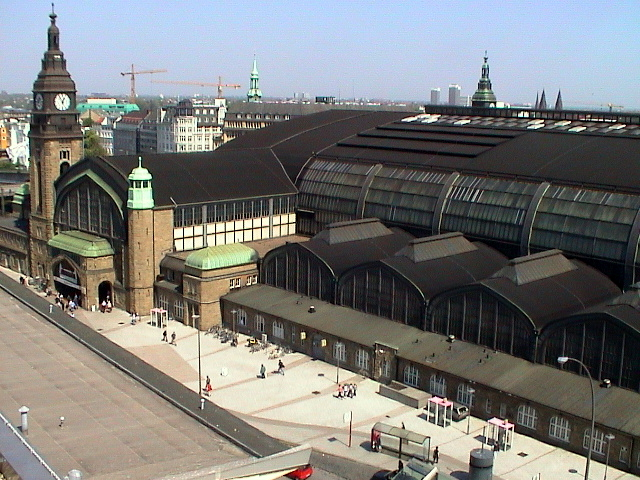
صورة للمحطة من الجانب

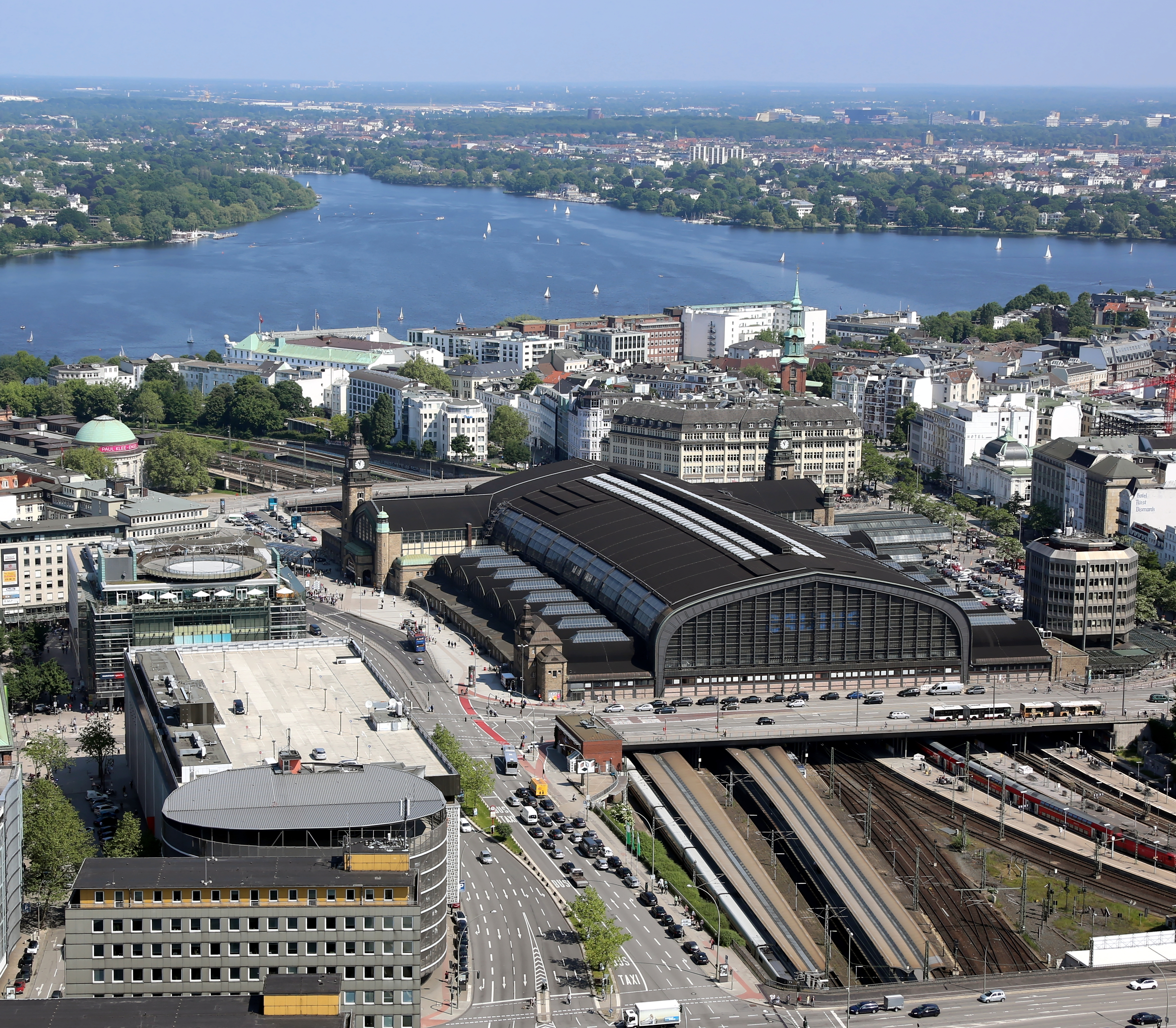
صورة جوية

تم بناء محطة قطارات هامبورغ الرئيسية (بالألمانية: Hamburger Hauptbahnhof) في بداية القرن العشرين لكي تكون مركزا رئيسيا للمواصلات والنقل وحركة المسافرين في مدينة هامبورغ وشمال ألمانيا عموما. بنيت على أنقاض سور المدينة ومقبرة قديمة، وتم افتتاحها في 6 ديسمبر 1906. يربط شارع مونكيبيرغ المحطة بمبنى بلدية هامبورغ.
إلى جانبها، تخدم محطات دامتور (Dammtor)، ألتونا (Altona)، هاربورغ (Harburg) وبيرغدورف (Bergedorf) حركة القطارات البعيدة. هناك أيضا العشرات من محطات القطارات الثانوية في المدينة. يمر بالمحطة الرئيسية يوميا ما يقرب من 760 قطار بعيد المدى و 1000 قطار داخلي (قطارات أصغر وقطارات تحت أرضية (مترو)).
يوجد 6 أزواج سكك حديدية في مبنى المحطة الرئيسي وخمس أرصفة للمسافرين. يبلغ ارتفاع هذا المبنى 35 متر، وأبعاده الأخرى 120 × 140 متر، مبني بشكل رئيسي من مواد كالفولاذ والزجاج. هناك محطات فرعية تحت أرضية تقع تحت المحطة الرئيسية، كما توجد محطة حافلات رئيسية بجانبها. هناك خدمة حافلات مباشرة لمطار هامبورغ منها وخدمات أخرى لرحلات سياحية أخرى في المدينة.
تم الحاق مجمع تجاري يدعى فاندلهاله (Wandelhalle) في المحطة عام 1991. به العديد من المحلات التجارية والمطاعم التي تفتح على مدار الساعة.